# Ciara (альбом)
Ciara (рус. Сиара) — пятый студийный альбом американской певицы Сиары, выпущенный 5 июля 2013 года на лейбле Epic Records.

## Об альбоме
Под лейблом LaFace Records (а позже Jive Records), Сиара выпустила трижды платиновый дебютный альбом Goodies (2004), и последующий платиновый альбом Ciara: The Evolution (2006). Третий альбом Fantasy Ride (2009) столкнулся с проблемами, которые привели к изменению менеджмента Сиары на полпути производства альбома и отклонили идею 3-дискового концептуального альбома. Кроме того многие из записей утекли в сеть до релиза альбома; в результате, Basic Instinct (2010) был записан в строгой конфиденциальности. Basic Instinct был продан тиражом всего 37,000 копий в первую неделю в США, и стал первым альбомом Сиары, не попавшим в первую тройку чарта Billboard 200. В то время Сиара сказала, что она была заинтересована не в продажах в первую неделю или коммерческим успехом альбома, а в строительстве своей личности как артиста. Согласно словам Геррика Кеннеди из Los Angeles Times, отсутствие коммерческого успеха альбома Basic Instinct было связано с многократными толчками в спину, и утечкой записанного материала. В феврале 2011 года, Сиара раскрыла, что её отношения с лейблом были не на позитивных условиях; Jive не финансировал должным образом альбомы Fantasy Ride и Basic Instinct. Сиара сама финансировала некоторые промоакции альбома, в том числе её последний сингл «Gimmie Dat» и в конце концов написала открытое письмо с просьбой освободить её от обязательств.
Несколько месяцев спустя, в июле того же года, было выявлено, что Сиара воссоединяется с Эл Эй Рейдом, подписав контракт с его лейблом Epic Records. Ранее, в начале её карьеры, Рейд подписал певицу на лейбл LaFace Records, и выступил исполнительным продюсером её дебютного альбома Goodies (2004). Журнал Billboard официально подтвердил новость о подписании контракта артистки с лейблом Epic Records в сентябре 2011 года. Во время интервью с Sway in the Morning в феврале 2012 года, Сиара рассказала, что она приступает к записи своего пятого студийного альбома.

## Список композиций
| №   | Название                                          | Автор(ы) | Продюсер(ы)                               | Длительность |
| --- | ------------------------------------------------- | --- | ----------------------------------------- | ------------ |
| 1.  | «I'm Out» (при участии Nicki Minaj)               | Rock City, Onika Maraj, Ciara | Rock City, The Co-Captains                | 3:58         |
| 2.  | «Sophomore»                                       | Kenneth Coby, Ciara | Soundz, Ciara                             | 3:44         |
| 3.  | «Body Party»                                      | Ciara, Nayvadius "Future" Cash, Jasper Cameron, Mchael L. Williams II, Pierre Ramon                                                                                       | Mike Will Made It, P-Nasty, Ciara, Cash   | 3:54         |
| 4.  | «Keep on Lookin'»                                 | Rock City, Ciara | Rock City, Cameron Wallace                | 3:17         |
| 5.  | «Read My Lips»                                    | Ciara, Rodney "Darkchild" Jerkins, Olivia Waithe | Jerkins, Tommy Lumpkins, Ciara            | 4:08         |
| 6.  | «Where You Go» (при участии Future)               | Williams II, Slaughter, Ciara, Cash | Mike Will Made It, P-Nasty, Ciara, Cash   | 3:43         |
| 7.  | «Super Turnt Up»                                  | Ciara, Cameron | Ciara, Cameron                            | 4:28         |
| 8.  | «DUI»                                             | Coby, Chris Llewellyn, Brian Cohen, Sean "Elijah Blake" Fenton, Ciara | Soundz, The Rockstars, Kuk Harrell, Ciara | 4:35         |
| 9.  | «Livin' It Up» (при участии Nicki Minaj)          | Dernst "D'Mile" Emile II, Diana Eve Paris Gordon, Ciara, Maraj, Kenneth Carter, Walter Carter, Dave Ferguson, William Hull, Curtis Reynolds, Keith Samuels, Brian Sherrer | Emile II                                  | 3:45         |
| 10. | «Overdose»                                        | Josh Abraham, Oliver Goldstein, Ali Tamposi, Waithe, Ciara | Abraham, Oligee, Harrell, Ciara           | 3:47         |
| 11. | «Body Party» (Remix) (при участии Future и B.o.B) | Ciara, Cash, Cameron, Williams II, Slaughter, Mahone, Terry, Bobby Ray Simmons, Jr.                                                                                       | Mike Will Made It, P-Nasty, Ciara, Cash   | 3:57         |

| №   | Название        | Автор(ы) | Продюсер(ы)        | Длительность |
| --- | --------------- | --- | ------------------ | ------------ |
| 12. | «Backseat Love» | Harvey Mason, Jr., Damon Thomas, Ciara, Dominque Logan, Darius Logan, Michael Jiminez, Dewain Whitmore, Jr., Steven Russell, Jeannine Sharp | The Underdogs, D&D | 3:39         |

| №   | Название                                 | Автор(ы)                                                  | Продюсер(ы)           | Длительность |
| --- | ---------------------------------------- | --------------------------------------------------------- | --------------------- | ------------ |
| 12. | «Boy Outta Here» (при участии Rick Ross) | Mason, Jr., Thomas, Blake, "King X" Reybolds, Coby, Ciara | The Underdogs, King X | 3:51         |
| 13. | «One Night with You»                     | Mason, Jr., Thomas, Michael Jiminez, Russell, Ciara       | The Underdogs, Fuego  | 3:13         |

Примечания
- «Body Party» содержит семпл песни «My Boo», исполненной Ghost Town DJ's, и написанной Карлтоном Махоун и Родни Терри.
- «Livin' It Up» содержит часть композиции «I Don't Know What It Is, But It Sure Is Funky», исполненной группой Ripple.

## Специальные издания
Четыре специальных издания альбома доступны эксклюзивно через музыкальный магазин Сиары:
| Keep on Lookin' Bundle - Альбом - Ограниченное издание подписанной литографии Super Turnt Up Bundle - Альбом - Постер - Футболка - Белая или чёрная шапка | Livin' It Up Bundle - Альбом - Постер - Белая или чёрная шапка Body Party Bundle - Альбом - Постер - Футболка |

## Чарты

### Недельные чарты
| Чарт (2013)                       | Высшая позиция |
| --------------------------------- | -------------- |
| Australia (ARIA)                  | 35             |
| Australia Urban (ARIA)            | 7              |
| Belgium (Ultratop 50 Flanders)    | 188            |
| Belgium (Ultratop 50 Wallonia)    | 98             |
| Canada (Billboard)                | 21             |
| France (SNEP)                     | 163            |
| Netherlands (MegaCharts)          | 77             |
| Switzerland (Hitparade)           | 63             |
| UK Albums Chart (OCC)             | 42             |
| UK R&B Albums Chart (OCC)         | 4              |
| US Billboard 200                  | 2              |
| US R&B/Hip-Hop Albums (Billboard) | 2              |

### Годовые чарты
| Чарт (2013)           | Позиция |
| --------------------- | ------- |
| US R&B Albums         | 19      |
| US R&B/Hip-Hop Albums | 48      |

## История релиза
| Страна         | Дата         | Формат                  | Лейбл        |
| -------------- | ------------ | ----------------------- | ------------ |
| Австралия      | 5 июля 2013  | CD Цифровая дистрибуция | Sony Music   |
| Бразилия       | 5 июля 2013  | CD Цифровая дистрибуция | Epic Records |
| Германия       | 5 июля 2013  | CD Цифровая дистрибуция | Sony Music   |
| Великобритания | 8 июля 2013  | CD Цифровая дистрибуция | Epic Records |
| США            | 9 июля 2013  | CD Цифровая дистрибуция | Epic Records |
| Канада         | 9 июля 2013  | CD Цифровая дистрибуция | Epic Records |
| Новая Зеландия | 12 июля 2013 | CD Цифровая дистрибуция | Epic Records |
| Япония         | 24 июля 2013 | CD                      | Epic Sony    |